# Нора Юга
Нора Юга (рум. Nora Iuga; нар. 4 січня 1931, Бухарест) — румунська поетеса, прозаїк, перекладач, член Спілки письменників Румунії та ПЕН-клубу. Справжнє ім'я письменниці — Елеонора Алмосніно. Вона дружина поета Джорджа Алмосніно і мати балерина Тіберіу Алмосніно.

## Життєпис
Письменниця походить із родини художників. Вона виросла в Німеччині, Бельгії та Нідерландах, куди її батьки поїхали на дворічну екскурсію, а також у Сібіу у Трансільванії. Про перші написані вірші Нора Юга говорить:

Я пам'ятаю, що одного разу я готувала домашні завдання на убогій кухні моїх батьків. На столі, де я працювала, був підручник історії і блокнот, а мій батько співав на скрипці. Тоді я написала перший вірш. Це зізнання я зробила і з інших нагод, але це так сталося. І так народилася й жінка, і письменниця, і допитливий характер, який до цього віку посилився. Цей мій допитливий характер спричиняє мене розшифровувати дива природи, астральні елементи. Я намагаюся пояснити всі речі і ситуації, з якими я стикаюся у житті. Часто мені здається, що я знаходжуся ніби на початках філософії, тому що задаю собі одні й ті ж питання, які ставилися тоді. Тому що мені подобається читати пояснення інших  про те як бачать вони світ.

У 1953 р. закінчила філологічний факультет германістичної спеціалізації Бухарестського університету. Викладачами були Тудор Віану та Джордж Калінеску. Згодом викладала німецьку мову з 1954 по 1955 рр. Вона працювала бібліографом у Центральній державній бібліотеці в 1955—1969 роках. Також Нора Юга була журналістом німецькомовних газет «Новий шлях» та «Люди та культура»(1977—1986), помічником з іноземних мов та редактором видавництва «Енциклопедія».

## Творчість
Нора Юга дебютувала в 1968 році з збірником поезій «Vina nu ea mia» (Вина не моя). Серед найбільш відомих томів віршів письменника: «Полон неба»(1970), «Серце, як кулак боксера» (1982), «Ринок неба»(1986 р.), «Нічна друкарка» (1996), «Лікарня манекенів» (1998), « Дівчина з тисячею зморшок» (2005), «Мокрий собака — це верба» (2013), «Слухай як плачуть дужки» (2016) . Крім віршів, Нора писала і прозу. Перший роман «Мило Леопольда Блума» був опублікований у 1993 р.
З 1971 року вона член Спілки письменників Румунії та PEN-клубу. З 2000 року обіймає керівні посади в Спілці письменників: секретар Секції поезії (ініціатор спілки письменників «Gellu Naum») з 1999 по 2002 рік, член Ради керуючих Спілками письменників 2002 року, член Управління Асоціації письменників Бухаресту у 2002 році. Нора Юга — одна з найважливіших і оригінальніших поетів Румунії. Її другу книгу «Полон неба» (1970) комуністичні цензори звинуватили в поширенні «хворобливої еротики», і в результаті Югу заборонили публікувати. У період з 1971 по 1978 роки її книги були вилучені з публічних бібліотек та книгарень Румунії.
З 1980-х років Юга також перекладала з німецької мови, особливо сучасних авторів, таких як Єлінек, Бернхард, Пастіор, та Герта Мюллер. Вона перекладала на румунську казки Вільгельма Гауфа та оповідання Е. Т. Гофмана, Гюнтера Грасса, Ніцше і Гершома Шолема .
В 2017 р. письменниця і перекладачка Нора Юга отримала Національний орден «За заслуги», «За відданість і талант» виявлені у просуванні іміджу Румунії. Це перша її нагорода такого роду. У 2015 році письменниця була удостоєна Орденом Почесного Хреста Федеративної Республіки Німеччини. У 2007 році письменниця була удостоєна премії «Friedrich-Gundolf», що присуджується Німецькою Академією мови і поезії («Deutsche Akademie fur Sprache und Dichtung») особистостям, які сприяють просуванню німецької культури в світі.

## Поезія
- «Вина не моя» («Vina nu e a mea») (1968 р.)
- «Полон неба» («Captivitatea cercului») (1970 р.)
- «Відправлені листи» («Scrisori neexpediate») (1978 р.)
- «Відгуки про біль» («Opinii despre durere») (1980 р.)
- «Серце, як кулак боксера» («Inima ca un pumn de boxeur») (1982, 2000 рр.)
- «Ринок неба» («Piața Cerului») (1986 р.)
- «Нічна друкарка» («Dactilografa de noapte») (1996, 2010 рр.)
- «Лікарня манекенів» («Spitalul manechinelor») (1998, 2010 рр.)
- «Небезпечні примхи» («Capricii periculoase») (1998,2007 рр.)
- «Дівчина з тисячею зморшок» («Fetița cu o mie de riduri») (2005 р.),
- «Мокрий собака — це верба» («Cainele ud e o salcie») (2013 р.)
- «Слухай як плачуть дужки» («Ascultă cum plâng parantezele») (2016 р.)

## Проза
- «Мило Леопольда Блума» («Săpunul lui Leopold Bloom») (1993 р.)
- « Сексагенера та молода людина» («Sexagenara și tânărul») (2000, 2004, 2012 рр.)
- «Фасаненштрассе 23. Літо в Берліні» («Fasanenstrasse 23. O vară la Berlin») (2001 р.)
- «Ластівка з дврма входами» («Lebăda cu două intrări») (2003,2016 рр.)
- «Харальд і зелений місяць» («Harald și luna verde») (2014 р.)
- «Давайте вкрадемо кавуни» («Hai să furăm pepeni») (2009,2015 рр.)
- «Мій Берлін — це монолог» («Berlinul meu e un monolog») (2010 р.)

## Премії
- Премія Спілки письменників 1980 року за збірку віршів «Відгуки про біль»
- Премія Союзу письменників у 1994 році за роман «Мило Леопольда Блума»
- Премія Асоціації Бухареста, 1996 р.
- Премія Спілки письменників 1998 року за переклад роману «Die Blechtrommel» («Бляшаний барабан») Гюнтера Грасса
- Премія Спілки письменників 2000 року за роман «Сексагенара та молода людина»
- Премія журналу «Cuvântul», 2000 р.
- Приз журналу «Cuvântul» у 2005 році за румунську поему "Дівчина з тисячею зморшок "
- Премія ім. Фрідріха Гундольфа у 2007 році
- Переможець премії «Книга поезії року 2016» за збірку віршів «Слухай, як дужки плачуть»